# Thelotrema capetribulense
Thelotrema capetribulense är en lavart som beskrevs av Mangold. Thelotrema capetribulense ingår i släktet Thelotrema och familjen Graphidaceae.   Inga underarter finns listade i Catalogue of Life.